# 城际5型柴油动车组
城际5型柴油动车组（丹麦语原名：IC5，丹麦语又称：APO-Lyntoget或prototypelyntoget，中文又称：实验型闪电列车、丹麥國鐵IC5型柴油列車）是丹麦国家铁路曾经使用的一型实验型柴油客运动车组。列车采用动力分散设计，内部设有空调，仅制造两列。1981年由丹麦轨道交通车辆制造商斯堪的亚公司在兰讷斯的工厂制造。1982年交付丹麦国家铁路使用，1992年退出丹麦国家铁路运营，在丹麦国家铁路运营期间曾用于“闪电列车”。1995年售予伊朗，后不详。

## 名称含义
中文名称“城际5型柴油动车组”和丹麦语名称“IC5”的名称来自于因其用于城际列车且为5节编组，而非“所在系列的第4个型号”。
中文名称“实验型闪电列车”和丹麦语名称“prototypelyntoget”来自于其为“闪电列车”所使用的柴油动车组。

## 技术参数
| 类型         | 动力分散式柴油客运动车组 |
| 编组         | 5节编组                  |
| 车体材质     | 钢                       |
| 座位数       | 302座（其中60个一等座）  |
| 全列长度     | 132米                    |
| 车厢长度     | 26.4米                   |
| 宽度         | 3.01米                   |
| 最高运营速度 | 160千米/小时             |
| 全列重量     | 245吨—270吨              |
| 轨距         | 1435毫米（标准轨）       |